# Neobaleiichthys chekuensis
Neobaleiichthys chekuensis è un pesce osseo estinto, appartenente ai teleostei. Visse nel Cretaceo inferiore (Barremiano - Aptiano, circa 130 - 115 milioni di anni fa) e i suoi resti fossili sono stati ritrovati in Cina.

## Descrizione
Questo pesce era di dimensioni minuscole, e non superava i 3,5 centimetri di lunghezza. Possedeva un corpo affusolato e slanciato, con una testa dagli occhi grandi; la forma generale del corpo lo faceva assomigliare a Baleiichthys. L'osso preopercolare era particolarmente stretto, con due lunghi rami che formavano un angolo marcato. La pinna dorsale era di grosse dimensioni, posta appena dopo la metà del corpo; la parte posteriore della pinna dorsale sovrastava la zona d'inserzione della pinna anale. Entrambe queste pinne erano prive di fulcri frangiati. Le scaglie erano ricoperte di ganoina ma poco spesse, e di tipo lepisosteoide. Alcune delle scaglie erano dotate di un margine posteriore dentellato. La pinna caudale possedeva margini dai fulcri sfrangiati. Neobaleiichthys, infine, possedeva una sutura orizzontale tra l'opercolare e il sub-opercolare, che ricordava i membri della famiglia Archaeomaenidae. 

## Classificazione
Neobaleiichthys chekuensis venne descritto per la prima volta da Su nel 1985, sulla base di resti fossili ritrovati nel Gruppo Tugulu nello Xinjiang, in Cina. Benché i fossili assomiglino in linea generale al più antico Baleiichthys, altre caratteristiche richiamano invece gli Archaeomaenidae. In ogni caso, Neobaleiichthys è considerato un membro arcaico dei teleostei.